# Rinspeed sQuba
Rinspeed sQuba – samochód wytrzymujące podwodne peregrynacje na głębokości do 10 metrów, zbudowane w szwajcarskim studiu Rinspeed należącym do Franka Rinderknechta. 
Samochód ma karoserię wzmocnioną rurami z włókna węglowego. Podczas jazdy po drodze silnik elektryczny napędza tylne koła, a po wjechaniu do wody i naciśnięciu odpowiedniego guzika, sQuba uruchamia śrubę (na powierzchni) i pędniki strumieniowe (do pływania w głębinach). Do budowy auta zastosowano superlekkie materiały, nurkujący samochód waży tylko 920 kg. Producent twierdzi, że jego prototyp jest zupełnie bezpieczny i zanurzy się i wynurzy bez problemu. Powietrze do oddychania zapewnią dwa zbiorniki: 15 i 18 litrowe. Jak większość maszyn z Rinspeed Design, sQuba najprawdopodobniej nie trafi do produkcji seryjnej. Jednak prototypy Rinderknechta są chętnie kupowane przez bogatych fanów nietypowej motoryzacji. sQuba został po raz pierwszy zaprezentowany na Międzynarodowym Salonie Samochodowym w Genewie 16 Marca 2008.